# Bulgària i l'euro

Estats de la zona euro
Altres estats de la UE que, en última instància, tindran l'obligació d'unir-se a la zona euro
Estats de la UE amb una clàusula d'exclusió en la participació a la zona euro (Dinamarca i el Regne Unit)
Àrees de fora de la UE que utilitzen l'euro amb un acord
Àrees de fora de la UE que utilitzen l'euro sense cap acord

En entrar a formar part de la Unió Europea (UE) el 2007, Bulgària es comprometé a canviar la seva divisa, el lev, per l'euro, tal com ho preveu el seu tractat d'adhesió a la UE. La transició es produirà quan el país compleixi tots els criteris de convergència. Actualment, en compleix quatre de cinc. L'excepció és que no ha format part de l'ERM II, car encara no s'hi ha unit tot i que el lev ha seguit el tipus de canvi de l'euro des de la introducció d'aquest últim el 1999. El 2011, el ministre de Finances búlgar, Simeon Diànkov, anuncià que el seu país no entraria a l'ERM II fins que s'hagués estabilitzat la crisi de la zona euro. Encara no s'han dissenyat les monedes d'euro de Bulgària, però ja s'ha escollit el Cavaller de Màdara com a motiu.